# Miljöcentral
En miljöcentral var en statlig regionförvaltningsmyndighet i Finland. De ersattes 1 januari 2010 av regionförvaltningsverk och närings-, trafik- och miljöcentraler. Miljöcentraler ledde och skötte miljöfrågorna i regionerna. Miljöcentralerna samarbetade med andra regionala myndigheter och deltog i utvecklingen av regionen.